# Torlak (helgon)
Torlak den helige Torhallsson (Þorlákr helgi Þórhallsson), född 1133, död 23 december 1193, var biskop i Skálholt på Island. Han ansågs redan under sin livstid vara en helig man och helgonförklarades av det isländska alltinget år 1198. Två år senare helgonförklarade alltinget också biskop Jon Ögmundsson (Jón Ǫgmundarson), och dessa båda är de enda helgon i kyrkans historia som blivit kanoniserade genom parlamentsbeslut. Att så var möjligt berodde på att Vatikanen vid denna tid ännu inte hade förbehållit sig ensamrätten till helgonförklaringar, samt att alltinget fungerade både som riksdag och kyrklig synod. Helgonförklaringen fick officiell bekräftelse nära 800 år senare av påve Johannes Paulus II, då han den 14 januari 1984 korade Torlak den helige till Islands nationalhelgon.

## Släkt och familj
Torlak föddes år 1133 på Hlíðarendi i Fljótshlíð på Island som son till Torhall Torlaksson (Þórhallr Þorláksson) och Halla Steinadóttir. Fadern tycks ha varit farmaðr (sjöman), men särskilt mycket om honom är inte känt. Familjen var fattig, men befryndad med oddaverjarnas hövdingaätt och hade därför goda förbindelser med inflytelserika stormän. Torlak hade två systrar, Eyvör och Ragnheiðr.

## Levnad

### Studier
Det sägs ha varit Torlaks mor som väckte gossens håg för studier och han fick tidigt skolning hos sin frände, prästen Eyjulf Sämundsson (Eyjólfr Sæmundsson), som var son till Sämund frode (Sæmundr fróði Sigfússon) på Oddi. År 1148 vigdes han till diakon, endast 15 år gammal, och fyra år senare blev han prästvigd; något som var ytterst ovanligt vid så unga år.
Därefter for Torlak utomlands. Åren 1153-59 vistades han i Saint Victor-klostret i Paris där han kom i kontakt med augustinerna och den gregorianska reformrörelsen. Senare bedrev han även studier i Lincoln, som vid denna tid var ett vida berömt lärdomscentrum.

### Torlaks isländska karriär
Efter återkomsten till Island 1161 var det tänkt att Torlak skulle gifta sig, men kort före bröllopet såg han i en dröm en man i kostbara kläder som uppmanade honom att leva i celibat. (På Island var det inte präster, utan endast klosterfolk, som hade detta krav.) Torlak tolkade drömmen som ett budskap från Gud och gifte sig aldrig.
Från år 1162 verkade han som präst och rektor vid kyrkan i Kirkjubær på Síða. (På denna plats lade han som biskop flera år senare, år 1186, grunden till Islands första nunnekloster, Kirkjubæjarklaustur.) År 1168 flyttade han till det nya augustinerklostret Þykkvabær sydost om Reykjavik, där han blev förste prior och fyra år senare vigd till klostrets abbot av biskop Kläing Torsteinsson (Klæingr Þorsteinsson) på Skálholt. Det är också nu som de första tecknen på hans helighet sägs ha börjat visa sig.
Då biskop Kläing år 1174 blev sjuk och behövde en ersättare utsåg han Torlak till sin efterträdare. Torlak kunde dock ej vigas till biskop förrän efter Kläings död (1176), vilket skedde den 2 juli 1178 i domkyrkan i Nidaros. Den som förrättade ceremonin var ärkebiskop Eystein Erlendsson, som under Torlaks vistelse i Norge också kom att bli en nära vän.

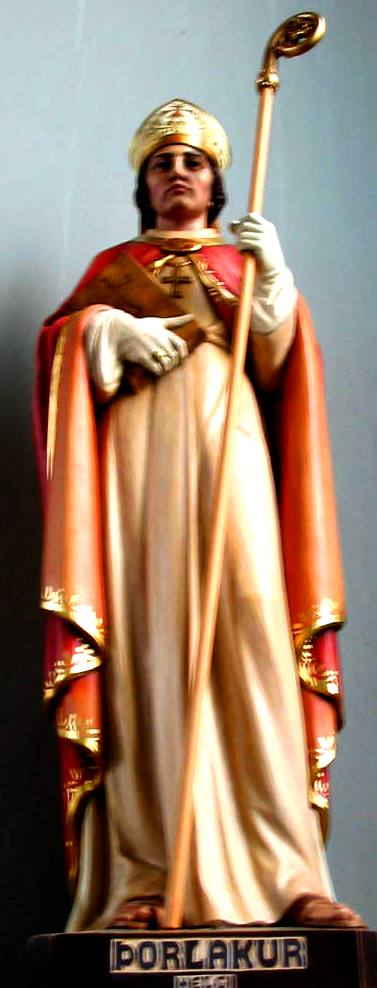
Torlak den helige. Landakotskirkja, Reykjavik.

### Torlaks kyrkopolitik
Kyrkopolitiskt följde Torlak samma linje som ärkebiskopen. De var båda gregorianska reformbiskopar som arbetade för att avskaffa klerikala äktenskap, simoni och lekmannainvestitur. Deras övergripande mål var att göra kyrkan politiskt och ekonomiskt obunden av all världslig makt och endast underkastad påvens överhöghet. Då Torlak som biskop återkom till Island, hade han med sig öppna brev från ärkebiskopen, vilka bemyndigade honom att överta patronatsrätten över de isländska privatkyrkorna. Nästan alla kyrkor på ön hade blivit byggda av hövdingar och stormän på egen mark och med egna medel. Eftersom kyrkorna var privata ville deras ägare också ha kontroll över vilka präster som skulle tillsättas. Torlak förbjöd lekmän (personer utan kyrkliga ämbeten) att utnämna präster till dessa kyrkor, vilket stämplades som simoni. Resultatet blev en bitter strid mellan honom och flera av de mäktigaste hövdingarna, däribland några av hans egna släktingar.
Torlaks politik vann dock föga framgång. I de områden där han verkligen lyckades införa ett kanoniskt patronatsväsen blev det kyrkliga ägandet ändå så kringgärdat av förbehåll att det närmast kom att förvandlas till en formalitet. Då stormännen valde att sätta hårt mot hårt, var det nästan alltid Torlak som tvingades ge efter. Några egentliga maktmedel hade han inte, och han tycks ha varit alltför fredlig för att låta våld bli en utväg. Hans reformarbete hämmades också av det faktum att ärkebiskop Eystein år 1180 drevs i landsflykt, varigenom allt aktivt stöd från den norska moderkyrkan gick förlorat. Men även om Torlaks kyrkopolitik i mångt och mycket blev ett fiasko, så skapades ändå genom hans verksamhet små förskjutningar i en för kyrkan gynnsam riktning.

### Striden mot Jón Loptsson
En av Torlaks främsta motståndare var hövdingen Jón Loptsson på Oddi – samme Jón som var Snorre Sturlassons fosterfar. Förhållandet dem emellan urartade till ren fiendskap när Jón, trots att han var gift, tog biskopens äldsta syster Ragnheiðr som frilla och vägrade skicka hem henne trots att Torlak hotade med bannlysning. Det gick så långt att Jón tre gånger sökte mörda den besvärlige biskopen, som också denna gång tvingades ge efter och ingå förlikning. Men det var Jóns frilloson med Ragnheiðr, Páll Jónsson, som kom att bli Torlaks efterträdare på biskopsstolen i Skálholt. Han fick den otacksamma uppgiften att fortsätta sin morbrors reformarbete och lyckades också förverkliga en del av det som Torlak hade påbörjat. Om detta berättas i Páls saga byskups (Biskop Påls saga).

## Torlaks död och helgonförklaring
Torlak hade länge varit sjuklig och planerade att avgå som biskop och tillbringa sina sista år i kloster, när döden förekom honom den 23 december 1193. Hans levnadsvanor hade alltid varit enkla, och han hade varit frikostig och hjälpsam mot fattigt folk. Bland breda folklager var han populär, och till detta bidrog säkert också hans motstånd mot de världsliga stormännen. Snart spreds rykten om att det lönade sig att åkalla honom som helgon, vilket satte press på den nye biskopen i Skálholt att undersöka saken. Vittnesmål om Torlaks mirakler började insamlas, vilka finns bevarade i flera järteckensböcker (Jarteinabækur Þorláks helga). I denna insamling tycks också munken Gunnlaug Leifsson ha varit en drivande kraft. År 1198 kungjorde biskop Páll i lagrätten på alltinget att det var tillåtet att åkalla Torlak som helgon. Alltinget beslutade nu att biskopens kvarlevor skulle skrinläggas, vilket skedde den 20 juli 1198 och motsvarar en helgonförklaring. I allt insamlades ett 90-tal mirakelberättelser från åren 1197–1200, varav 46 i järteckensboken år 1199, vilka upplästes samma år av biskop Páll på alltinget.

### Torlak den heliges mirakler
Järteckenböckernas "mirakler" är sällan övernaturliga i egentlig mening, utan faller inom kategorin bönhörelse. Sjuka, som åkallat Torlak, har plötsligt blivit friska, och en stor mängd sjuka och döende djur har helbrägdagjorts sedan deras ägare bett helgonet om hjälp. Ibland har människor i akut livsfara (till exempel sjönöd) blivit räddade sedan de anropat Torlak, men lika ofta är "miraklen" både vardagliga och triviala. Två berättelser handlar om hur en ölbryggning höll på att misslyckas på grund av utebliven jäsning, men sedan helgonet åkallats blev det gott öl till slut. På ett både naivt och rörande sätt återspeglar dessa järteckensböcker den isländske medeltidsbondens trångmål och vardagsbekymmer.

### Torlak den heliges kult
Torlak den helige har främst blivit dyrkad på Island och Färöarna, samt i norska västlandet och delar av Nordnorge. Före reformationen fanns på Island 56 kyrkor tillägnade Torlak; ett antal som endast överträffades av Maria, Guds moder. Enligt Biskupa sögur har Torlakskyrkor också funnits i Sverige, Danmark, England, Skottland och Tyskland – och i Konstantinopel sägs kejsaren ha byggt en kyrka till Torlaks ära sedan hans väringar vunnit en seger efter att ha anropat helgonet om hjälp.
År 1199 bestämde alltinget att Torlaks dödsdag den 23 december skulle vara hans mässdag. Senare fastställdes också translationsdagen (skrinläggningsdagen) den 20 juli som särskild festdag. Resultatet blev två Torlaksmässor: Þorláksmessa á sumri (på sommaren) och Þorláksmessa á vetri (på vintern). Då helgonets festdag på vintern sammanföll med lilla julafton kom firandet att i folklig tradition överleva reformationen och Þorláksmessa á vetri blev en del av julfirandet. På Färöarna har Sankta Tollakur av samma skäl kommit att associeras med jultomten.